# Vengeance (2001)
Vengeance (2001) — первое в истории шоу Vengeance, PPV-шоу, производства американского рестлинг-промоушна World Wrestling Federation (WWF, ныне WWE). Шоу прошло 9 декабря 2001 года в San Diego Sports Arena в Сан-Диего, Калифорния, США.
Главным событием стал трехматчевый турнир, объединивший титул чемпиона WWF и титул чемпиона мира (бывший титул чемпиона WCW) в так называемый титул неоспоримого чемпиона WWF.

## Результаты
| #                                                                    | Матч                                                                                | Тип матча                                                                         | Время |
| -------------------------------------------------------------------- | ----------------------------------------------------------------------------------- | --------------------------------------------------------------------------------- | ----- |
| 1H                                                                   | APA (Брэдшоу и Фаарук) победили Билли и Чака                                        | Командный матч                                                                    | -     |
| 2                                                                    | Скотти 2 Хотти и Альберт победили Кристиана и Теста                                 | Командный матч                                                                    | 6:12  |
| 3                                                                    | Эдж (с) победил Уильяма Ригала                                                      | Одиночный матч за титул интерконтинентального чемпиона WWF                        | 9:06  |
| 4                                                                    | Джефф Харди победил Мэтта Харди                                                     | Одиночный матч, специальный рефери — Лита                                         | 12:30 |
| 5                                                                    | «Братья Дадли» (Бубба Рэй и Ди-Вон) (с) (со Стейси Киблер) победили Биг Шоу и Кейна | Командный матч за титул командных чемпионов WWF                                   | 6:50  |
| 6                                                                    | Гробовщик победил Роба Ван Дама (с)                                                 | Хардкорный матч за титул хардкорного чемпиона WWF                                 | 11:08 |
| 7                                                                    | Триш Стратус (с) победила Жаклин                                                    | Одиночный матч за титул чемпиона WWF среди женщин                                 | 3:34  |
| 8                                                                    | Стив Остин (с) победил Курта Энгла                                                  | Одиночный матч за титул чемпиона WWF                                              | 14:55 |
| 9                                                                    | Крис Джерико победил Скалу (с)                                                      | Одиночный матч за титул чемпиона WCW                                              | 19:05 |
| 10                                                                   | Крис Джерико (чемпион мира) победил Стива Остина (чемпион WWF)                      | Матч за объединение титулов чемпиона мира и WWF в титул неоспоримого чемпиона WWF | 12:31 |
| H — означает матч на Sunday Night Heat (c) — чемпион на начало матча |                                                                                     |                                                                                   |       |